# لينزن
لينزن (بالألمانية: Lenzen) هي مدينة في ولاية براندنبورغ في ألمانيا يبلغ عدد سكان المدينة 2381 نسمة.

## معرض الصور

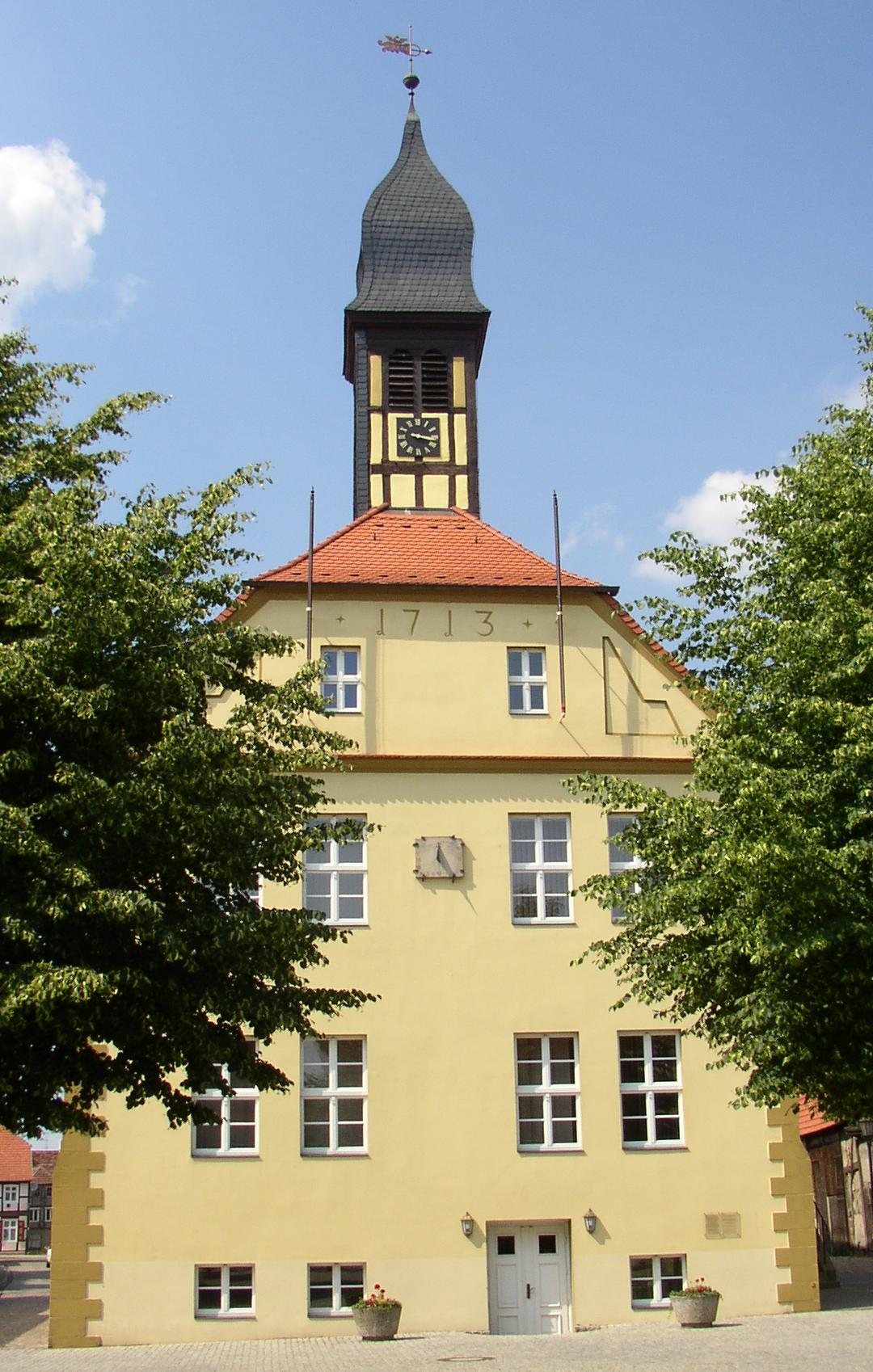
مبنى في المدينة
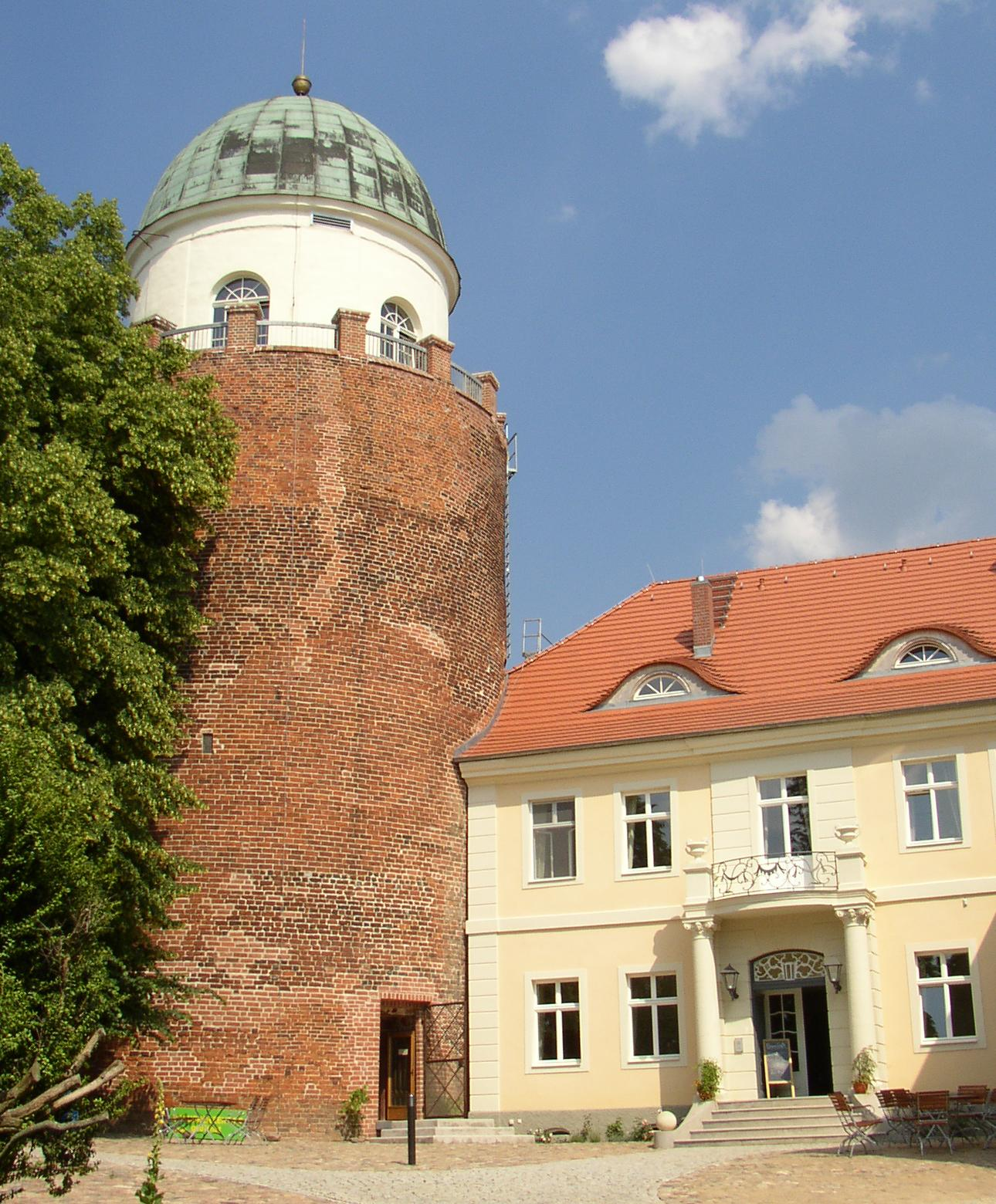
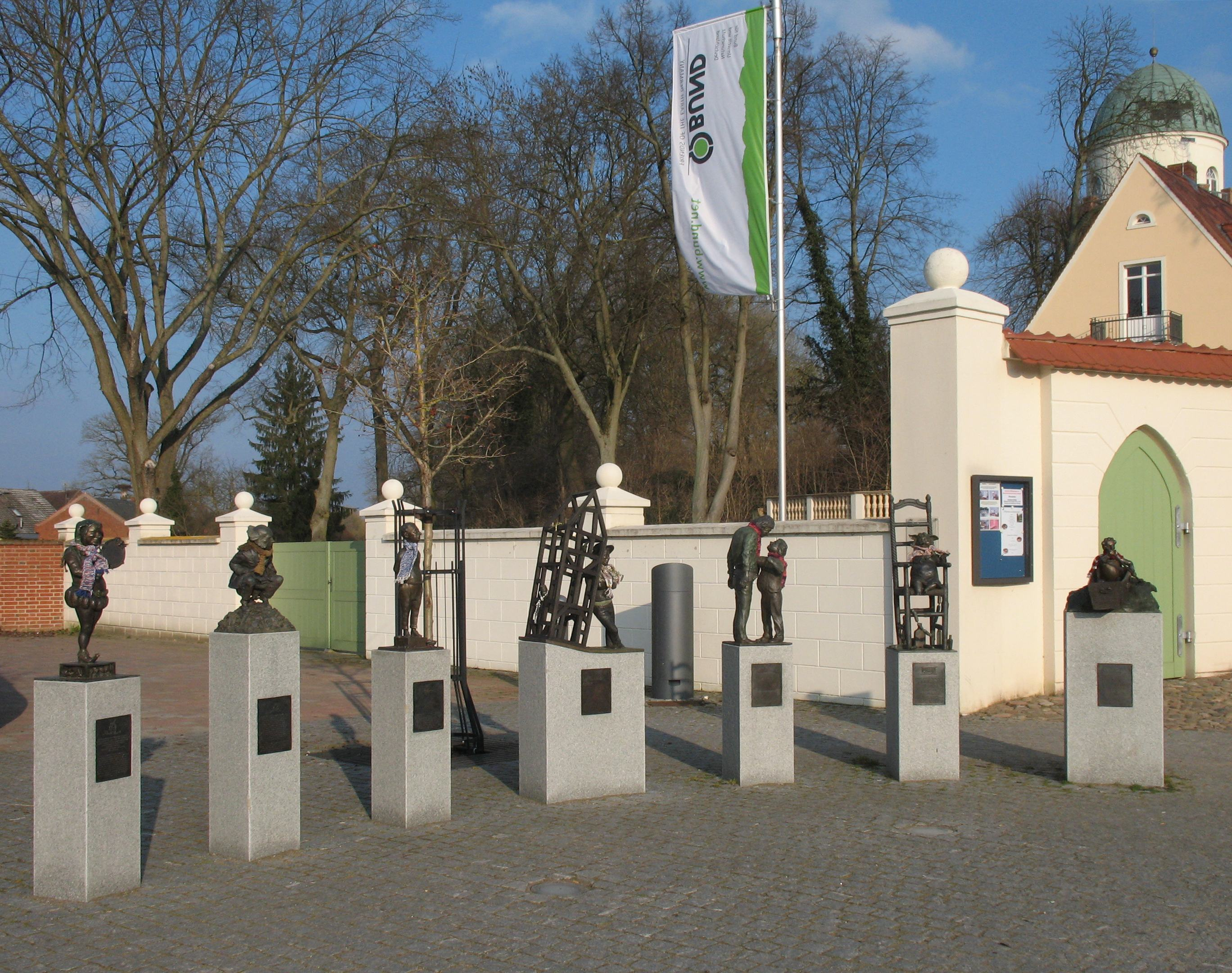
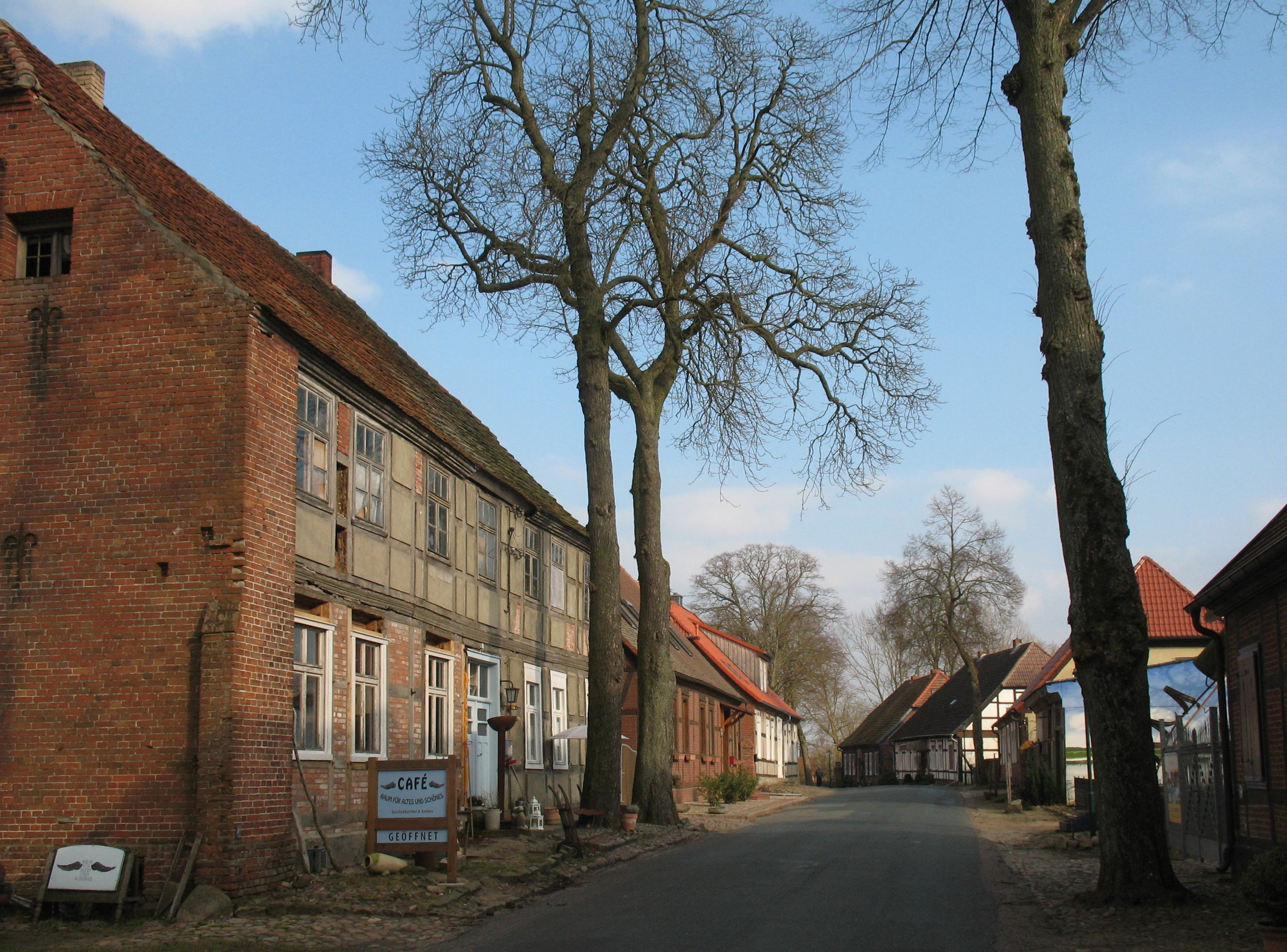